# Гастон II де Фуа
Гастон II Богатырь (фр. Gaston II le Preux de Foix; 1308 — 26 сентября 1343, Альхесирас или Севилья, Испания) — граф де Фуа, виконт де Беарн, де Габардан и де Марсан, князь-соправитель Андорры с 1315, французский военачальник во время Столетней войны, сын Гастона I, графа де Фуа, и Жанны д’Артуа.

## Биография
По завещанию Гастона I его владения были разделены. Старший сын, Гастон II, получал большую часть отцовских владений, включая графство Фуа, виконтства Беарн, Габардан и Марсан. Второй сын, Роже Бернар, получал большую часть владений в Каталонии, включая виконтства Кастельбон и Сердань, а также сеньории Монкада и Кастельвьель. Младший же сын, Роберт, должен был избрать духовную карьеру. Поскольку на момент смерти отца Гастону II, старшему из сыновей, было всего 7 лет, то для управления владениями был нужен регент. Вдова Гастона I, Жанна д’Артуа, добилась издания государственного акта, который объявлял регентшей именно её, однако это вызвало противодействия матери Гастона I, Маргариты де Монкада, а также штатов Фуа, которые не любили Жанну из-за власти, которую она имела на мужа. Очень скоро Жанна, которая вела расточительную и беспутную жизнь, восстановила против себя всю знать и они обратились к королю Франции с просьбой о замене регента. Однако король в 1317 году отверг все претензии, утвердив регентшей Жанну, бывшую близкой родственницей короля. Однако Беарн, Габардан и Марсан, а также каталонские сеньории, оставались под управлением Маргариты до её смерти в 1319 году. В своём завещании от 20 мая 1319 года она завещала Беарн Гастону, передав сеньории Монкада и Кастельвьель его брату Роже Бернару. После смерти Маргариты Жанна от имени сыновей распространила свою власть и на её владения.
Жанну удалось отстранить от власти только в 1325 году. Однако она продолжала вести прежнюю жизнь и постоянно ссорилась с Гастоном. Скандалы с её участием были столь часты и публичны, что в итоге привело к тому, что в 1329 году Гастон заточил мать сначала в Фуа. Позже она была переведена в Ортез, затем в Лурд. Только в 1347 году младший брат Гастона Роберт, епископ Лурда, выпустил мать из заключения. При этом король Франции Филипп VI одобрил заключение Жанны. Французский историк Жюль Мишле выдвинул предположение, что причиной этому послужил процесс в 1331 году против Роберта III д’Артуа, брата Жанны, обвинённого в подделке документов и колдовстве.
Став совершеннолетним, Гастон вскоре возобновил семейную ссору с домом Арманьяк из-за Беарнского наследства. Однако вмешался папа Иоанн XXII, посланники которого уговорили враждующих графов принять в качестве посредника короля Наварры Филиппа III д’Эврё. Филипп 9 октября 1329 года вынес решение, которое на время устроило всех. По нему граф д’Арманьяк и виконт де Фезансаге должны были отказаться от своих претензий на виконтства Беарн, Марсан, Габардан и Небузан, которые оставались под управлением графа де Фуа, который, в свою очередь, от прав на сеньории Ривьер, Озан, Брюйуа, Мансье и Мюре, которыми владеет граф д’Арманьяк, а также на земли в Каркассонне, которые достались виконту де Фезансаге.
После начала Столетней войны Гастон, который был вассалом короля Франции по Фуа, и короля Англии по Беарну, выбрал французскую сторону. Он сражался в Гиени против англичан, а в 1339 году захватил замок Тарта, владелец которого был деятельным сторонником короля Англии. За это король Франции передал ему виконтство Лотрек, графство Фуа оказалось подчинено сенешальству Тулуза. Кроме того Гастон был назначен генерал-лейтенантом Гаскони и Лангедока.
В 1340 году Гастон отправился в Испанию. Там он в армии короля Кастилии и Леона Альфонсо XI участвовал в войне против мавров. 26 сентября 1343 года Гастон умер во время осады Альхесираса (около Гранады) или в Севилье. Его тело было отправлено в Фуа, где его и похоронили в монашеской одежде в родовой усыпальнице в аббатстве Бульбонн.
По завещанию Гастона его вдова, Алиенора де Комменж, получала в пожизненное управление виконтство Лотрек с Андоррой и Доазаном. Она же становилось опекуном их единственного сына, Гастона III Феба.

## Брак и дети
Жена: с 1327 Алиенора де Комменж (ум. после 16 мая 1365), дочь Бернара VII, графа де Комменж, и Лауры де Монфор. Дети:
- Гастон III Феб (30 апреля 1331 — 1 августа 1391, граф де Фуа, виконт де Беарн, де Марсан и де Габардан, князь-соправитель Андорры с 1343

Также Гастон II имел несколько незаконнорождённых детей от двух любовниц.
От 1-й (имя не известно):
- Арно Гильом де Беарн (ум. 1391); жена: Жанна де Морлане
- Беарнеза (Маркеза) де Беарн (до 1343 — до 1412); муж: Рамон Бернар II де Кастельно-Турсан

От 2-й (имя не известно):
- Пьер де Фуа; жена: Флоренсия Арагонская (ок. 1358 — ?), незаконная дочь инфанта Хуана Арагонского, сеньора Эльче
- Маргарита де Фуа; муж: Жан де Шато-Верден, сеньор де Комон